# Nils-Hanstjärnarna (Junsele socken, Ångermanland, 708440-154656)
Nils-Hanstjärnarna är en sjö i Sollefteå kommun i Ångermanland och ingår i Ångermanälvens huvudavrinningsområde.